# Cobertura de Wikipedia de la pandemia de COVID-19
La cobertura de la pandemia de COVID-19 en Wikipedia  se refiere a un trabajo informativo extensamente documentado, en tiempo real y en diversos idiomas. Esta cobertura se extiende a muchos artículos detallados sobre distintos aspectos del tema en sí, así como a muchos artículos existentes que se están modificando de forma constante para tener actualizadas cifras reales en ellos. La cobertura de Wikipedia y otros proyectos de Wikimedia sobre la pandemia, así como la participación activa de la comunidad de voluntarios editores ha recibido una amplia atención de los medios por su exhaustividad, confiabilidad y velocidad.

## Información en Wikipedia

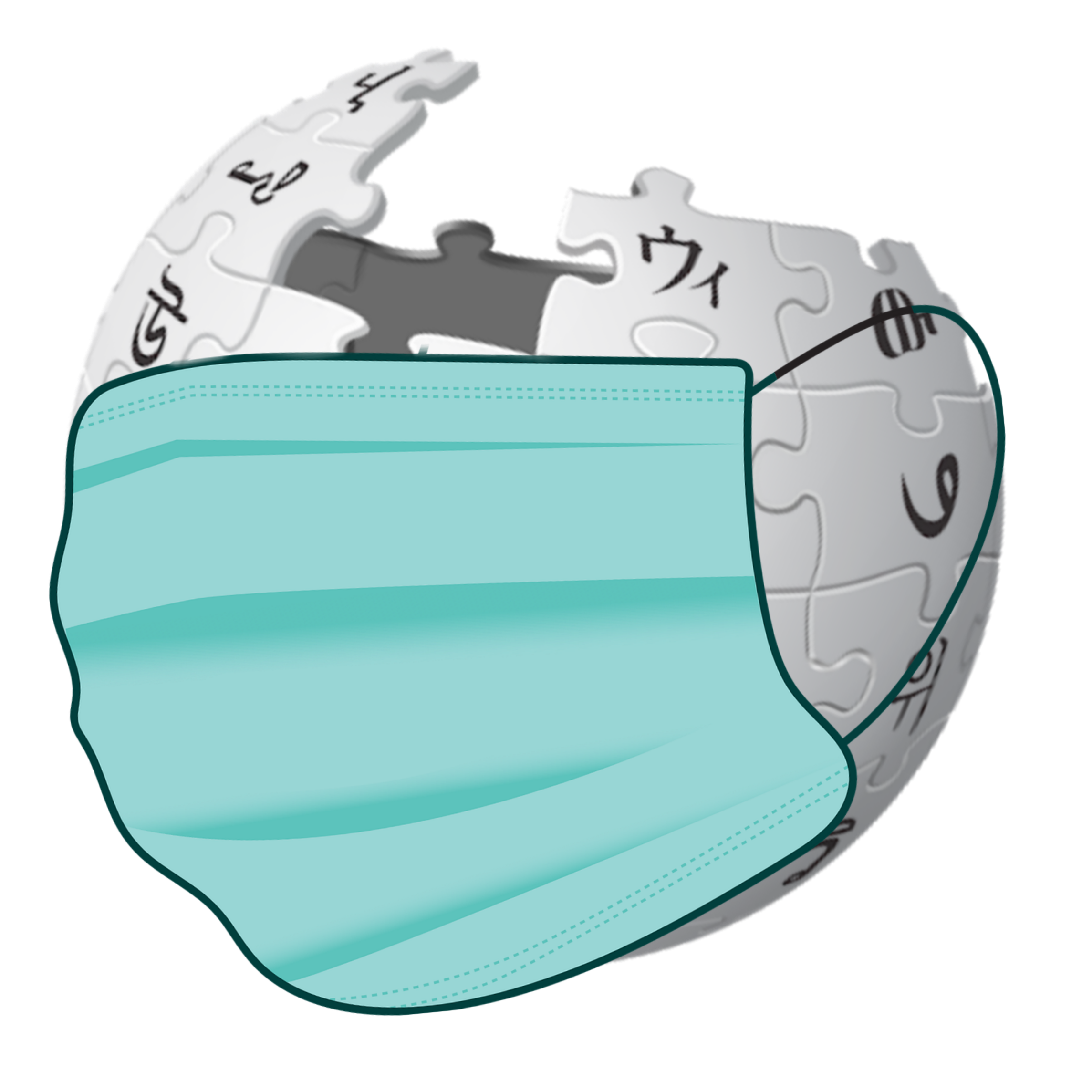
La OMS anunció que trabajaría en conjunto con la Fundación Wikimedia para el uso de imágenes a fin de evitar información errónea.

A mediados de marzo de 2020, Noam Cohen de la revista Wired dijo que el trabajo de los editores en artículos relacionados con la pandemia demostraba "que Wikipedia también había desarrollado una conciencia". Cohen describió cómo los esfuerzos de Wikipedia para combatir la información errónea relacionada con la pandemia difieren de otros sitios web importantes y opinó: "A menos que Twitter, Facebook y los demás puedan aprender a abordar la información errónea de manera más eficaz, Wikipedia seguirá siendo el último mejor lugar en Internet".
Wikipedia experimentó un aumento de lectores durante la pandemia de COVID-19. En abril de 2020, según el periódico Dawn desde que surgieron informes de casos en Wuhan en diciembre de 2019, los editores de Wikipedia habían promediado 163 ediciones por hora (en páginas relacionadas con la pandemia). Al 23 de abril de 2020, apenas menos de dos meses después de que la Organización Mundial de la Salud (OMS) había declarado a COVID-19 como pandemia, había ya en Wikipedia aproximadamente 4.500 artículos o anexos relacionados.

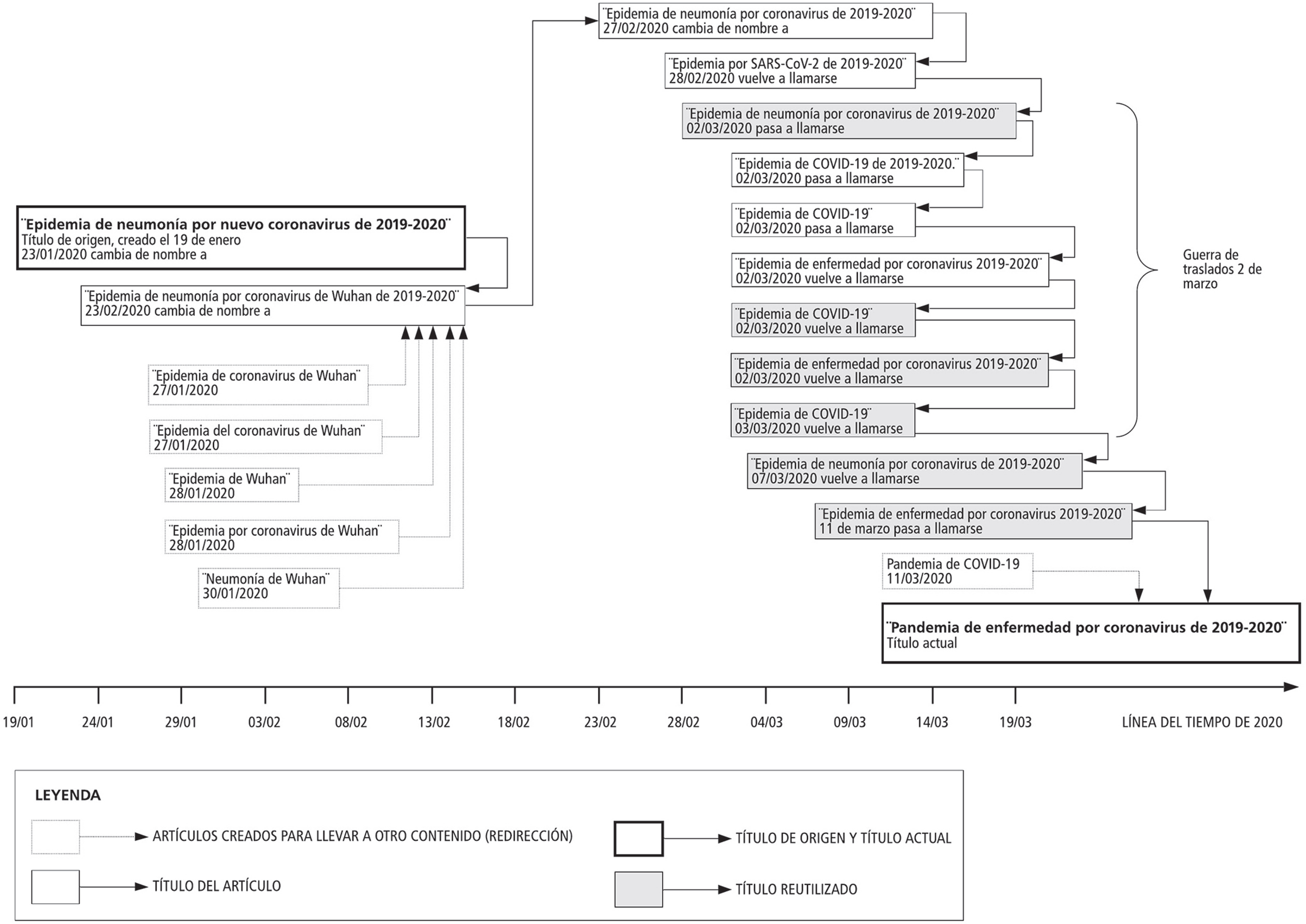
Creación del término Pandemia de enfermedad por coronavirus de 2019-2020, Wikipedia en español.

En su artículo "Por qué Wikipedia es inmune al coronavirus", Omer Benjakob de Haaretz escribió: "Wikipedia ha intervenido para brindar alivio. Tanto es así que se ha convertido en la fuente de referencia para obtener información sobre COVID-19". Editores han trabajado diligentemente para eliminar la información errónea. Así mismo la OMS anunció que trabajaría con la Fundación Wikimedia para ayudar a licenciar libremente sus infografías y otros materiales sobre COVID-19 para ayudar en el esfuerzo de combatir la información falsa relacionada con el virus o la pandemia, atisbando también planes para hacer algo similar en el futuro para otros enfermedades infecciosas.En este sentido, varios artículos científicos analizaron la fiabilidad de las entras de Wikipedia relacionadas con la Pandemia de enfermedad por coronavirus, comparando diferentes idiomas y la evolución del nombre dado al término.
Según la portavoz de la Fundación Wikimedia, Chantal De Soto, a fines de julio de 2020, más de 67,000 editores habían colaborado para crear más de 5,000 artículos de Wikipedia en 175 idiomas diferentes sobre COVID-19 y sus múltiples impactos. Jevin West, profesor de la Escuela de Información de la Universidad de Washington, dijo en agosto de 2020 que Wikipedia había manejado la COVID-19 "en general, excepcionalmente bien".
En enero de 2021, la BBC comentó que en 2020 cientos de editores de Wikipedia habían cubierto casi todos los aspectos de la pandemia. En junio de 2021, Jackson Ryan de CNET informó sobre la "guerra interminable" de Wikipedia acerca de la hipótesis de fuga de laboratorio de COVID-19. Se informó que algunos editores fueron sorprendidos utilizando "cuentas títere" para reforzar su propio punto de vista y utilizando a su vez fuentes dudosas. Se informó que otros editores habían expresado su preocupación sobre posibles actores estatales chinos que reprimieran la discusión de la hipótesis, sin proporcionar evidencia definitiva.
En agosto de 2021, el cofundador de Wikipedia, Jimmy Wales, escribió en Al Jazeera que "cuando la pandemia de COVID-19 cambió la vida tal como la conocemos, los editores voluntarios de Wikipedia actuaron en tiempo real para combatir la desinformación y garantizar que el mundo tuviera acceso a la ciencia, artículos de salud creados en 188 idiomas, en todos los continentes. A través de un modelo abierto y descentralizado, los wikipedistas crearon cantidades incomparables de contenido preciso que salvó vidas".
Un estudio encontró que la cobertura de Wikipedia de la pandemia de COVID-19 durante la primera ola de enero a mayo de 2020 hizo referencia a fuentes de medios confiables e investigación académica de alta calidad. Otro estudio observó que el tráfico de Wikipedia tiende a coincidir con la intensidad de otras discusiones sobre COVID-19 en el ecosistema de los medios, en lugar de la gravedad constante y continua de la pandemia.

## Wikidata y Wikimedia
Según la revista Wired, BridgeDb, un proyecto que conecta identificadores bioinformáticos, está creando bases de datos de mapas de genes y proteínas del coronavirus a partir de la información proporcionada por Wikidata, un proyecto hermano de Wikipedia.
Así mismo, la Fundación Wikimedia, organización sin fines de lucro, tenía empleados que trabajaban de forma remota. La entonces directora ejecutiva de la fundación, Katherine Maher, alentó los editores y lectores a trabajar juntos para mejorar la cobertura de Wikipedia sobre COVID-19.